# 鳳山縣舊城東門
22°40′30″N 120°17′26″E / 22.67511°N 120.290464°E
鳳山縣舊城東門，俗稱鳳儀門，是一座位於臺灣高雄市左營區城峰路交叉口的城門，昔日為鳳山縣舊城通往埤頭街（今鳳山區）的主要要道，該建築因見證高雄市的發展歷史及保存完整的城牆遺構，至今已列為中華民國國定古蹟。

## 沿革

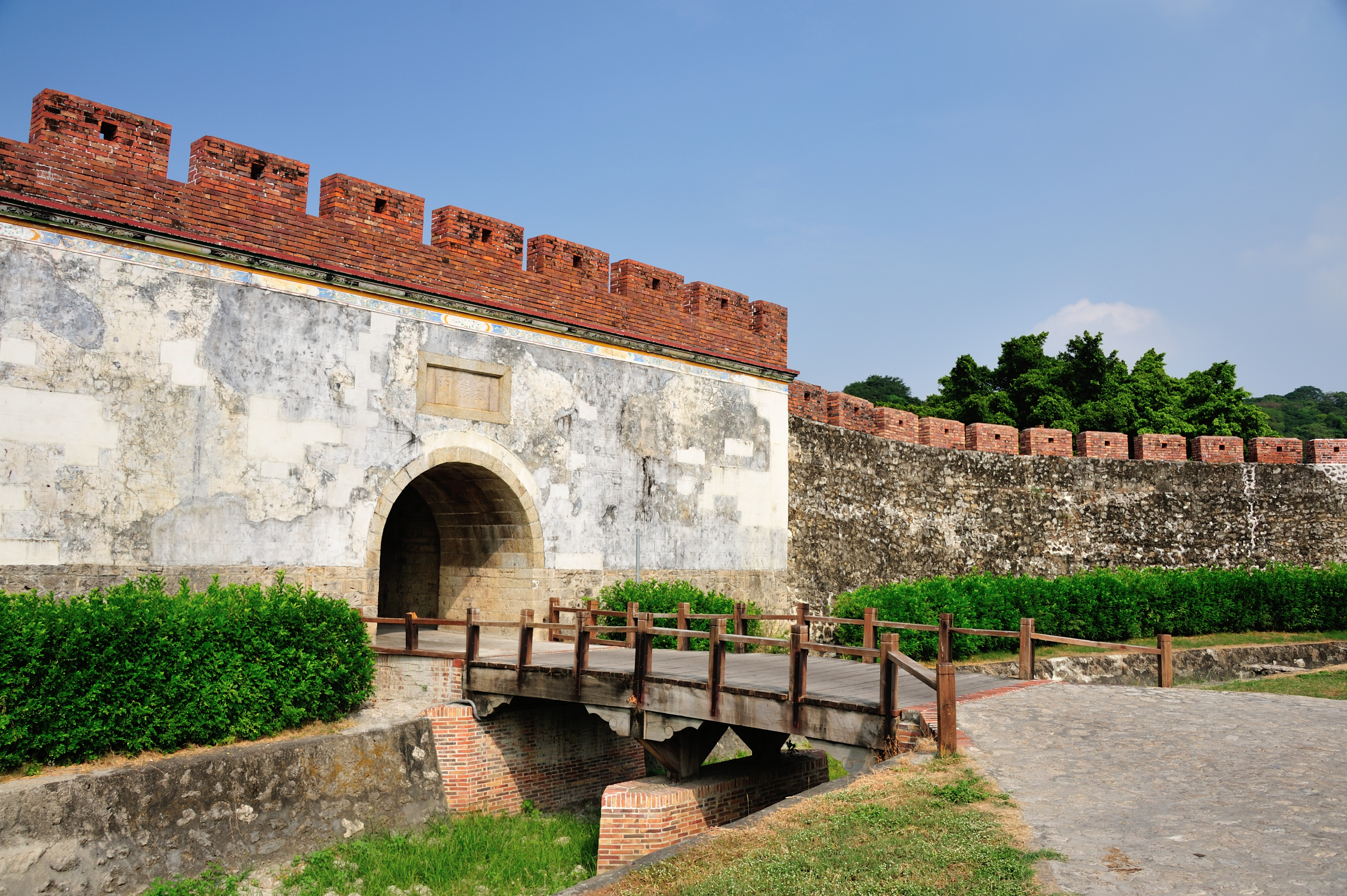
當前的東門與其護城河橋樑

鳳山縣舊城原先是清代鳳山縣的縣治所在地，該城於康熙六十一年（1722年）首次建立，並以「左倚龜山，右聯蛇山」，整座城池大約呈東北－西南走向，根據《重修鳳山縣志》記載，城周八百一十丈，城高一丈三尺；護城河寬一丈，深八尺。1824年，由於楊良斌之亂再起，知府方傳穟乘機倡議官民捐資，集資十四餘萬銀元，知縣杜紹祁為督建，並以硓𥑮石及三合土為主興建著新的興隆莊城池，全城池於道光五年七月十五日（1825年8月28日）興工，繼彰化縣城之後的臺灣第二座的磚石城，當前所留存的東門，也於此時所建立。而其名「鳳儀門」的名稱由來，是因為遙對東南方的鳳山丘陵故得名。
根據文獻記載，石城時期的規模，城周一千兩百二十四丈（約四公里），另有八百六十四丈之說。由於高雄地區的打鼓山和龜山都是珊瑚礁岩地形，中國傳統風水學認為城內的風水需要得到保護，所以城牆所使用的咾咕石材料均來自打鼓山，而非直接取自龜山。由於豐富的咾咕石材料供應，興建舊城城門時不用擔心材料不足的問題，城門的斗拱則是由來自中國大陸的花崗石條砌成。並在城牆的適當位置處建有四座礟臺，高一丈三尺。

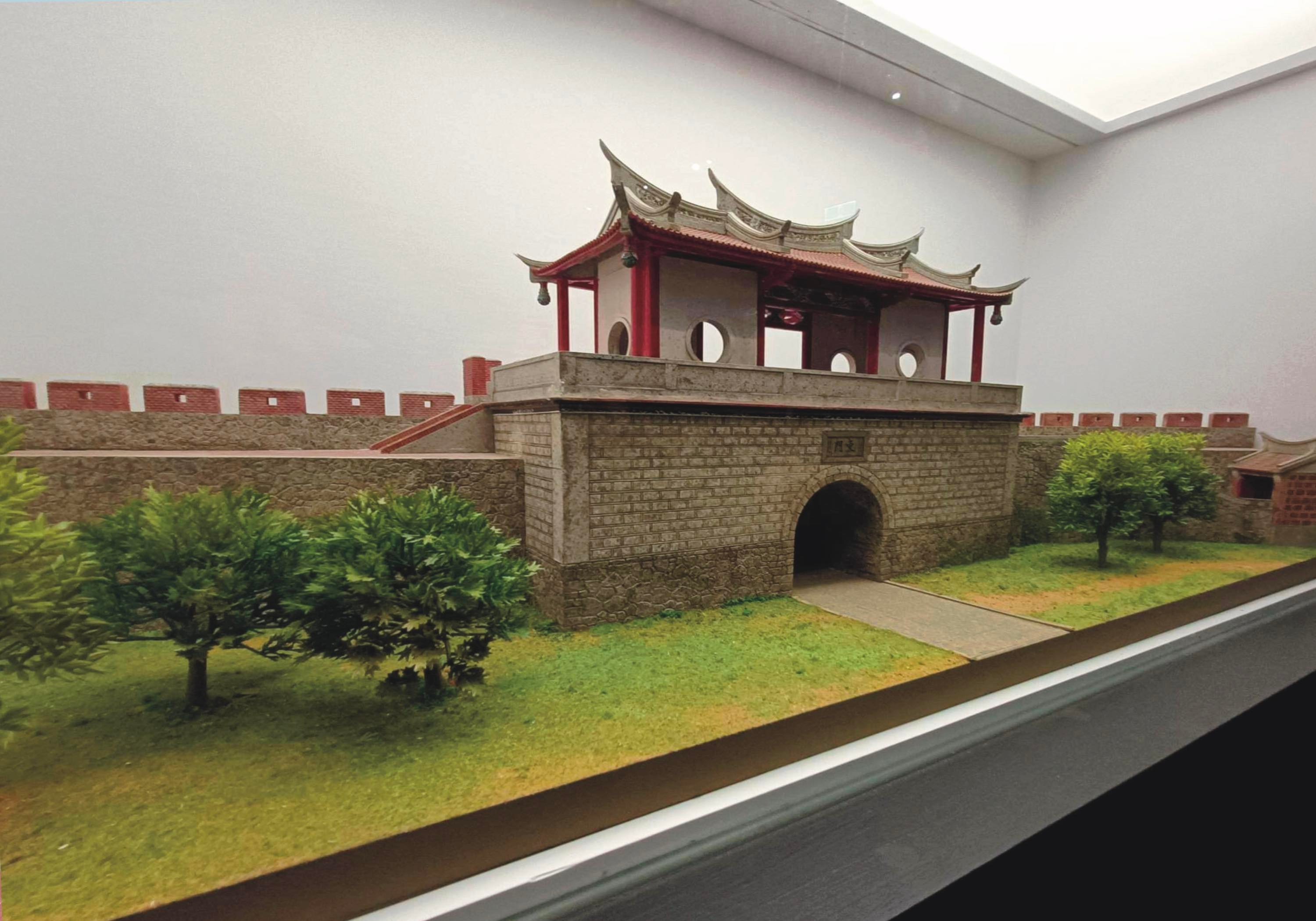
位於見城館所展示的東門模型

臺灣日治時期，東門一帶仍存有結構，1927年，日本畫家腰塚靄岳曾以東門為主題繪製〈高雄風景（雙幅）〉，該作品後成為第一回臺灣美術展覽會東洋畫部的作品。1933年，鳳山縣舊城（包含東門）依《史蹟名勝天然紀念物保存法》，列入「國指定史蹟」，並列入高雄州指定史蹟。後來隨著第二次世界大战，南進政策的推展，1938年日軍將左營港（原名「萬丹仔港」）建為軍港，且在後勁設日本海軍第六燃料廠。為了保護左營軍港，位於制高點位置的舊城及龜山則被規劃為軍區，將舊城內的左營庄役所、寺廟、舊城教會，及居民五十餘戶，全部強制遷出，東門一帶則作為高雄要塞所屬之海軍龜山要塞的廢品庫，被規劃為軍事管制區。
二次大戰後的戰後初期，延續著日本的軍區規劃，中華民國海軍在民國36年（1947年）將左營設為第三軍區，自1948年起，在海軍總司令桂永清指示下，先是從第二軍區青島撤來造船所的機具，而後海軍司令部、海軍官校等部門也遷到左營。而隨著海軍部隊進駐左營，隨之而來的眷屬也跟著來到左營居住。除了利用日本海軍遺留的宿舍，也開始興建一批臨時居住的克難式眷舍，而在左營海軍眷村中，在舊城內的眷村有海光三村、勝利新村與東自助新村三處眷村，以及靠近東門城外之果貿新村、四知十四村。然而部分單身官兵及無軍籍的民眾，因為沒有可配給的眷舍，便在舊城搭起違建居住。這些違建主要分布在北門到西門間，以及東門到小龜山間的城垣周邊。由於長期缺乏維護，東門與其城垣殘蹟因而逐漸頹圮，城牆上呈現藤蔓纏繞及增建的景象。此外，由於東門內部區域曾作為武器船艦廢品場使用，因此城門口遭被封住，並在昔日成樓處加裝衞哨崗所。
20世紀後期，由於軍營後撤十幾公尺，同時在文化資產保存法公布實行後，1985年8月19日，內政部公告，含東門、南門、北門及城牆、護城濠及北門外之鎮福社和拱辰井為一級古蹟（4,765 平方公尺），隨後因文化資產保存法的調整改為國定古蹟。之後高雄市整理請學者李乾朗進行對於舊城的調查研究，後於1987年2月到1993年之間開始進行舊城的修復工程，由正宇營造廠承包，然而由於當時舊城仍在軍事管制區內，因此在取得同意後始進行調查會勘。在1988年進行現場勘察後，東門段部分外垣發現斷裂外傾，因此需做局部拆除並重新補做。
然而，由於抵觸戶拆遷及承包商停工等因素，修復工程延遲至1991年才得以完成。整個修復範圍包括整個城廓，是近代舊城第一次大規模的修復工程。從城牆外觀的顏色和材質的差異，至今仍可看出當時整修的痕跡。。2003年，因東門城門段出現崩塌危險，而又再度進行興修工程。
21世紀初期，當海光三村等眷村因遷移而拆除建築群後，東門及城牆內側區域被規劃為綠地公園並自由開放參觀，城門對面則成為一大片曾眷村改建而成的國宅社區。2008年7月29日，由於鳳凰颱風的災害，造成東門一段長約15公尺的城牆倒塌。後在2009年，高雄市政府文化局委託高雄大學都市發展研究所進行東門調查研究及修復計畫，計畫內容主要針對城牆過去材料之使用情形，並針對東門段城垣殘蹟潛在損壞遺跡作綜合性調查，作為後續修復之參考依據。
2016年，在文化部再造歷史現場計畫補助下，高雄市政府啟動著左營舊城見城計畫，透過修復串接國定古蹟城牆，規劃東、南、西、北門及城內五大子計畫，成為全臺灣最大規模的國定古蹟修護計畫。其中，除了對於東門古蹟本體的修復，經文化局完成土地撥用後，也進行城牆段修復及周邊景觀改善工程，規劃為歷史遺蹟公園。，同年，因應受到颱風莫蘭蒂和梅姬颱風的影響，使城牆再次塌落約18公尺，並進行緊急修復工程。
2023年3月26日，高雄左營的「見城之道」正式啟用，該步道以模擬原有城牆3公尺高，總長約770公尺，可沿眷文館段城垣殘蹟串接東門、蓮池潭與北門，可體驗龜山縫合後的舊城意象，作為見城計畫之設施使用。

## 建築形式
東門現位於高雄市左營區自助里與海勝里之間，包括東門段城垣殘蹟在內，該結構群則是今高雄市立大義國民中學對面民宅之址，延伸至永清國民小學與海強幼稚園之間，周圍則為圍繞著今城峰路。
由於是鳳山縣舊城中唯二相對完整的城牆遺跡，在經歷過眷村拆遷後，東門城內現形成廣闊的開放公園性空間，而城外則接攘東門路，使東門舊城範圍內景觀、保存視野最為良好的區域。

### 東門主體

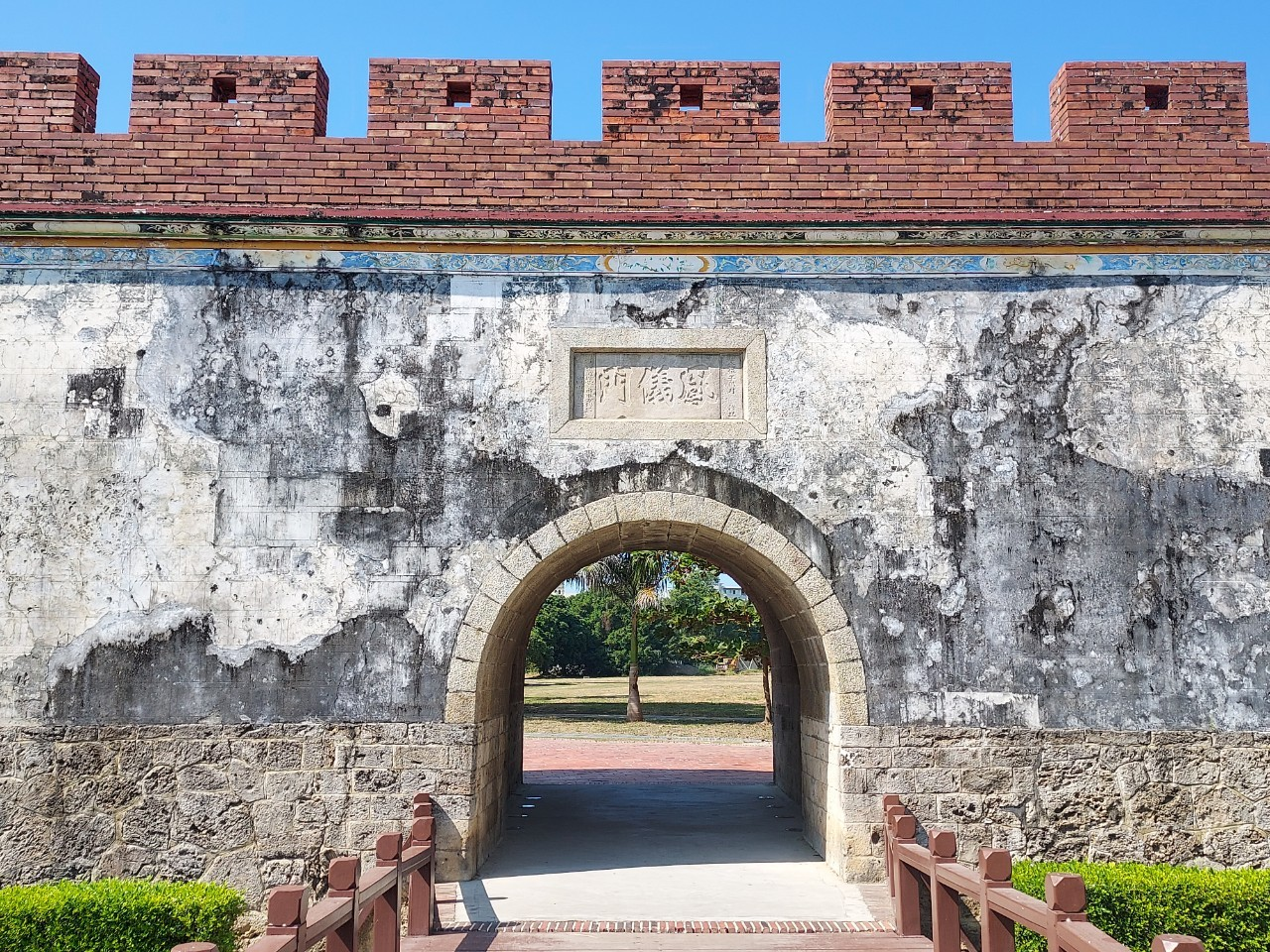
東門外側立面
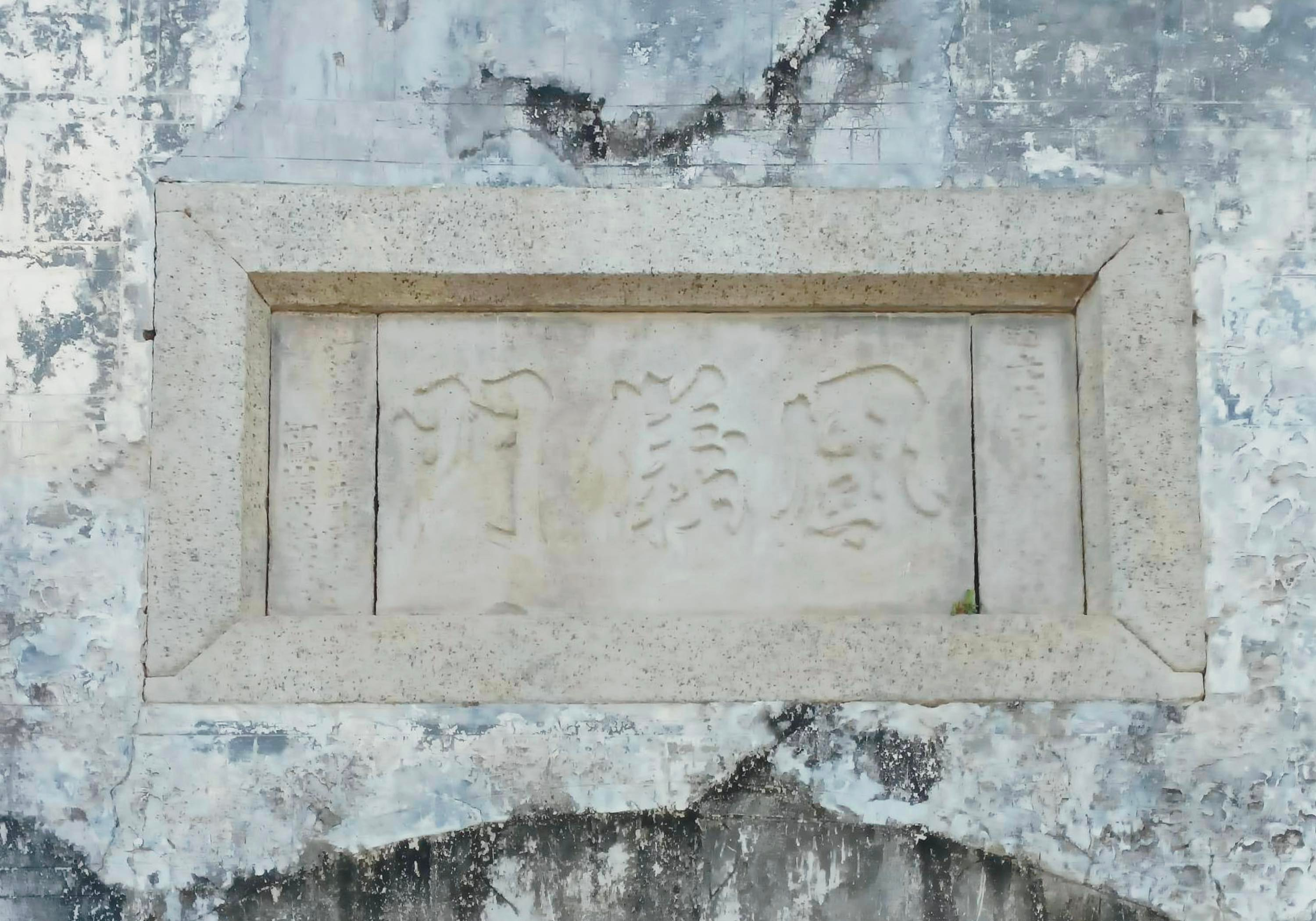
疊澀線下之外門額「鳳儀門」
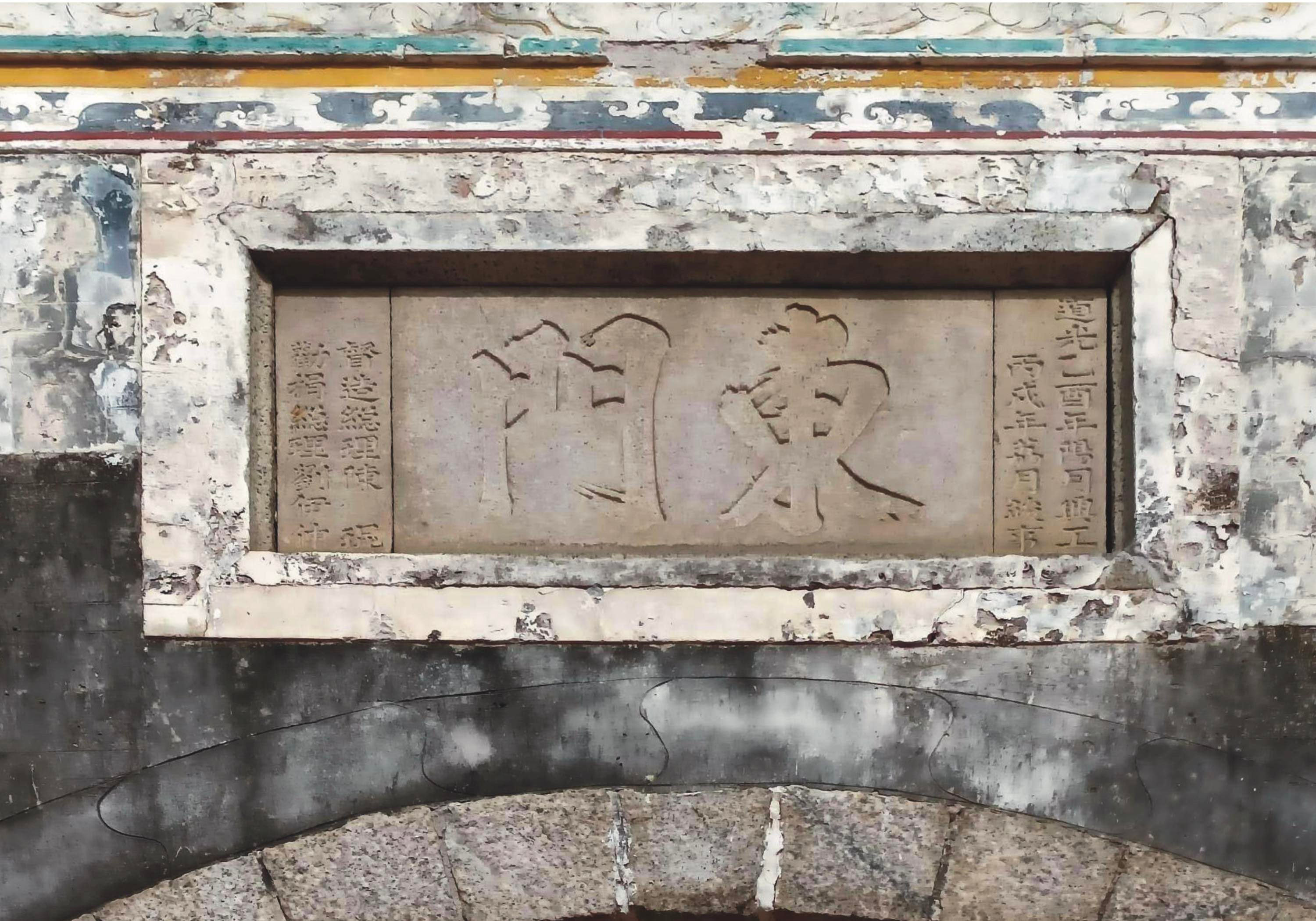
內門額「東門」
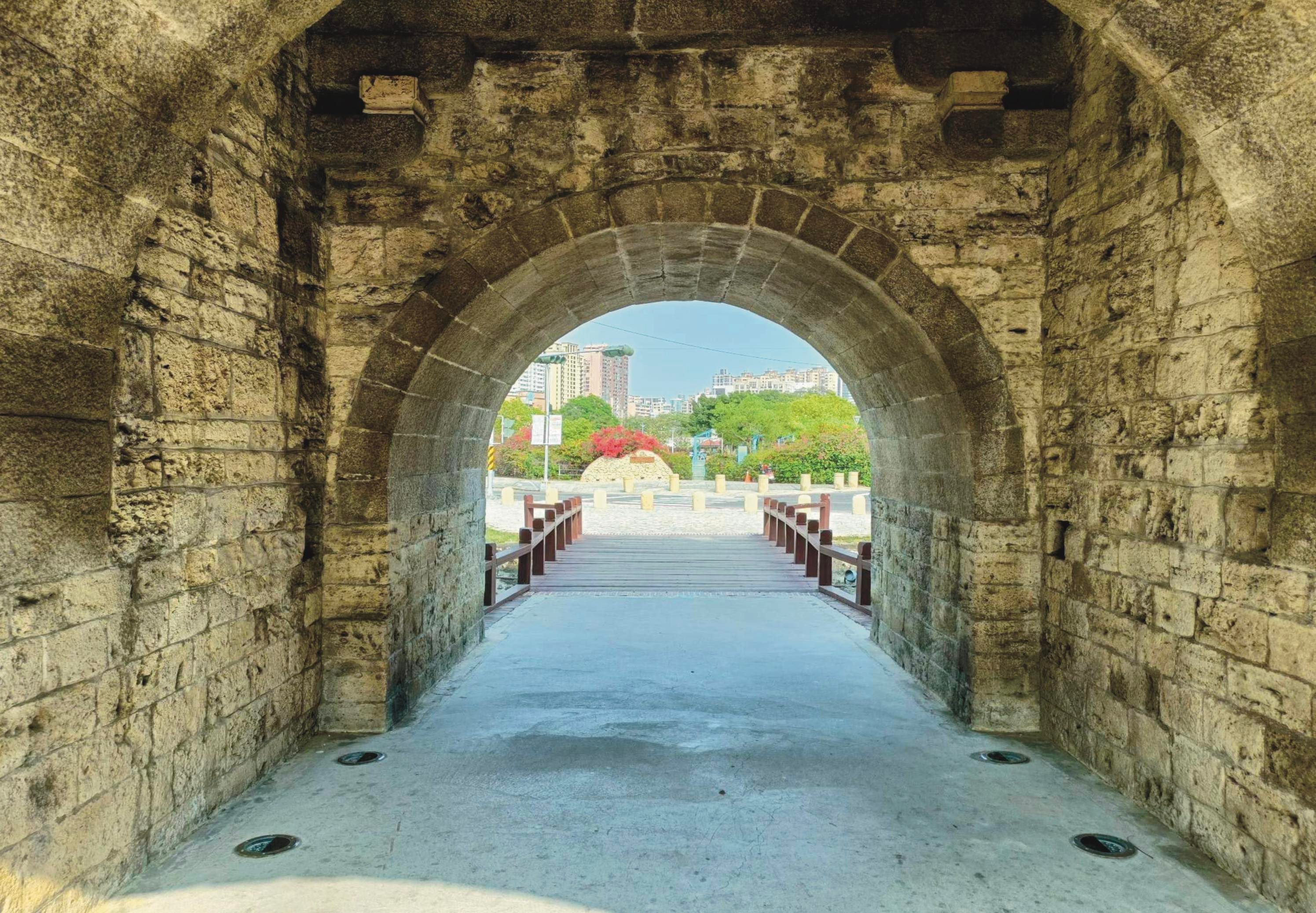
東門門洞與內壁、結構採用雙斗拱
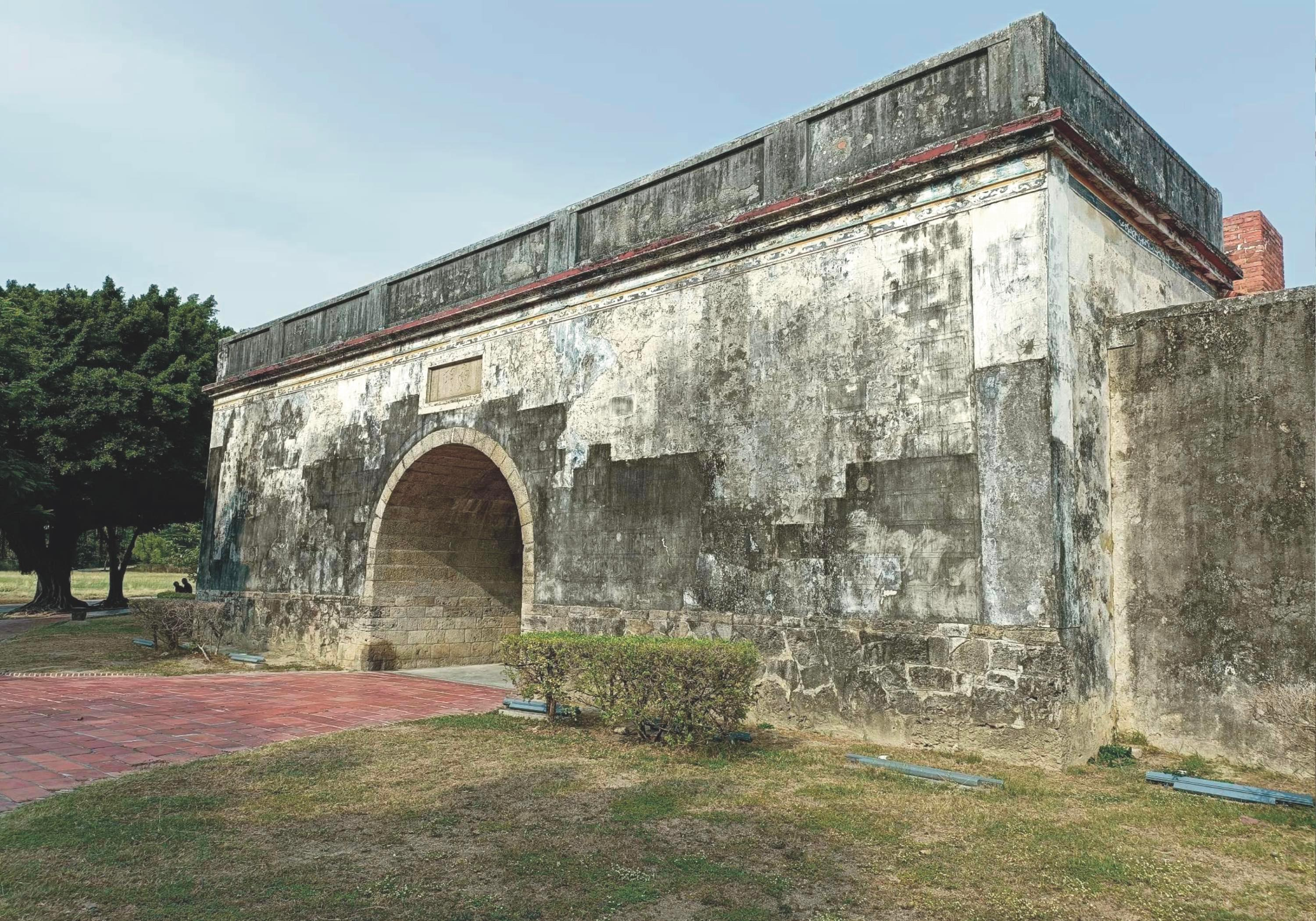
東門內側牆體

作為鳳山縣城的主要城門之一，東門建造於清道光五年（西元1825年），其門座面寬達16.9公尺，深度達8.3公尺。城門外緣設有女兒牆，東門城垣上有九個垛口，是用磚砌成的凹凸狀短牆，而在轉角處成曲尺形，垛口中間則有箭孔，供城上士兵用來對城外進行瞭望和射擊敵人，是當時城防工事的重要結構之一。
東門結構的雙斗拱、門軸洞、門閂洞都是以花崗石精緻砌成，門洞上方共有兩座門額，內門額為「東門」，上款題「大清道光五年荔月穀旦」，下款題「福建汀漳 龍道道憲前理台府事方傳穟、知鳳山縣事杜紹祁建」，外門額為「鳳儀門」，上款題「大清道光乙酉年陽月興工，丙戌年荔月竣事」，下款題「督造總理陳琨，勸捐總理劉伊仲」。其中外門額的「鳳儀」之名，則源自取自《書經》中〈箫韶九成凤凰来仪〉以及「鳳山縣城距縣城三十里，橫列邑治東南，宛如飛鳳。」之意，由於鳳山丘陵位於左營的東方偏南，宛如鳳凰，因此「鳳儀」之名也被視為吉祥、美好的象徵。
西漢雜事小說集《說苑》〈辨物〉一文中，曾對「鳳儀」一詞含義所提及：「於是乃問天老曰：鳳儀何如？天老曰：云云，延頸奮翼，五光備舉，光興八風，氣降時雨，此謂鳳儀。」。因而體現當時清領時期人們對於鳳凰形象的崇敬。
東門城門的壁體則由咾咕石砌成，每塊石材多座六角形，有如蜂巢般緊密固合，因此具有非常強的固合力，可避免地震時產生的橫向移動，原先於城門上的歇山重脊式城樓已不復存在，僅存基座結構。此外，城樓基座瓷磚排列方式為「入」字形，意思是「請進入」。東門門前的瓷磚排列方式則為「T」字形，意思是「外人勿進」。
此外，東門的壁體共繪製數道彩畫，這些彩畫具有著重要的涵義，大多是取臺灣話或中文諧音，被視為象徵吉祥或招財等的含義，其中包括將芭蕉綁在元寶上，取「香蕉」的臺語諧音「金招」，象徵「招財」、葫蘆取其諧音象徵著「福祿」 、鳳凰象徵「吉祥」。展現了當時工匠的巧思與精湛技藝。
若需要通往城樓處，人們則需要透過城門旁所設立之踏道以此進入，該入口被稱之為「踏道門」，其門樓採用硬山式燕尾脊設計，門寬1.79公尺。踏道主要採用花崗岩或青石等堅硬的石材，採平緩的坡結構，一共設有七階，是為了方便城上官兵快速調度，以及騎馬上城指揮作戰而設計。該結構適合馬匹上下，並且能夠支撐重物，使得軍事物資、砲彈彈藥等能夠方便地運輸上下城牆。

#### 護城河及橋墩
東門城外共設有全長約510公尺，平均寬度約5公尺之護城河。該河早期主要用於排水和灌溉農田，後來演變為城牆外的護城河。其中，護城河東端的部分稱為龜頭涵圳，水源自蓮池潭，經由東門前流入內惟埤。然而，由於水質問題和颱風的影響，自2008年2月至2020年期間曾停止通水。
東門門前的護城河橋墩是其重要的建築特徵之一，該橋墩採用六角形的船形橋墩設計，旨在減少水流對橋柱的沖擊力，同時也能夠增強城門的防禦功能。此外，東門周邊的水關設施則為重要的排水設施之一。該水關屬城牆構造之一部分，由左右各三條花崗石構成，旨在利用石材的重量和排水機制作為城池的排水設施，昔日稱為「水關」或「水洞」，該設施通常置在城牆底部，當前分別位於東門南北側城牆所保存，且兩側水關以不同方式施工。北側水關緊鄰東門，以船首形狀之石塊。，南側水關位於東門城牆南端，以約114公分的花崗岩為樑，闢成方洞樣式。
為了恢復古蹟原本的護城河功能和確保古蹟保存安全，高雄市政府在2017年11月至2018年5月期間對護城河進行修復工程。修復工程主要包括分為兩大項，一是河道加固引水工程，另一為景觀改善工程。以加固城牆基礎和護城河邊坡、清淤清疏、重新設計排水系統等措施，藉此提高護城河的維護和管理水準，符合國定古蹟的管理維護標準。此外，還新作鋼筋混凝土造ㄩ型底層，ㄩ型底層表面配合河道護堤風貌新砌咾咕石，新建機房以提供通水所需之給排水及過濾系統等機能。景觀改善工程則是於護城河東側補植喬木（藍花楹1株、水柳22株）、草皮及自動噴灌系統；臨城峰路城牆周圍三處人行道進行舖面補修工程。
2020年11月3日，護城河藉由從蓮池潭引水後，再次重新啟用。平時場合則會則放掉潭水，讓太陽照射潭底的污泥，以進行殺菌效果。

### 東門段城垣殘蹟

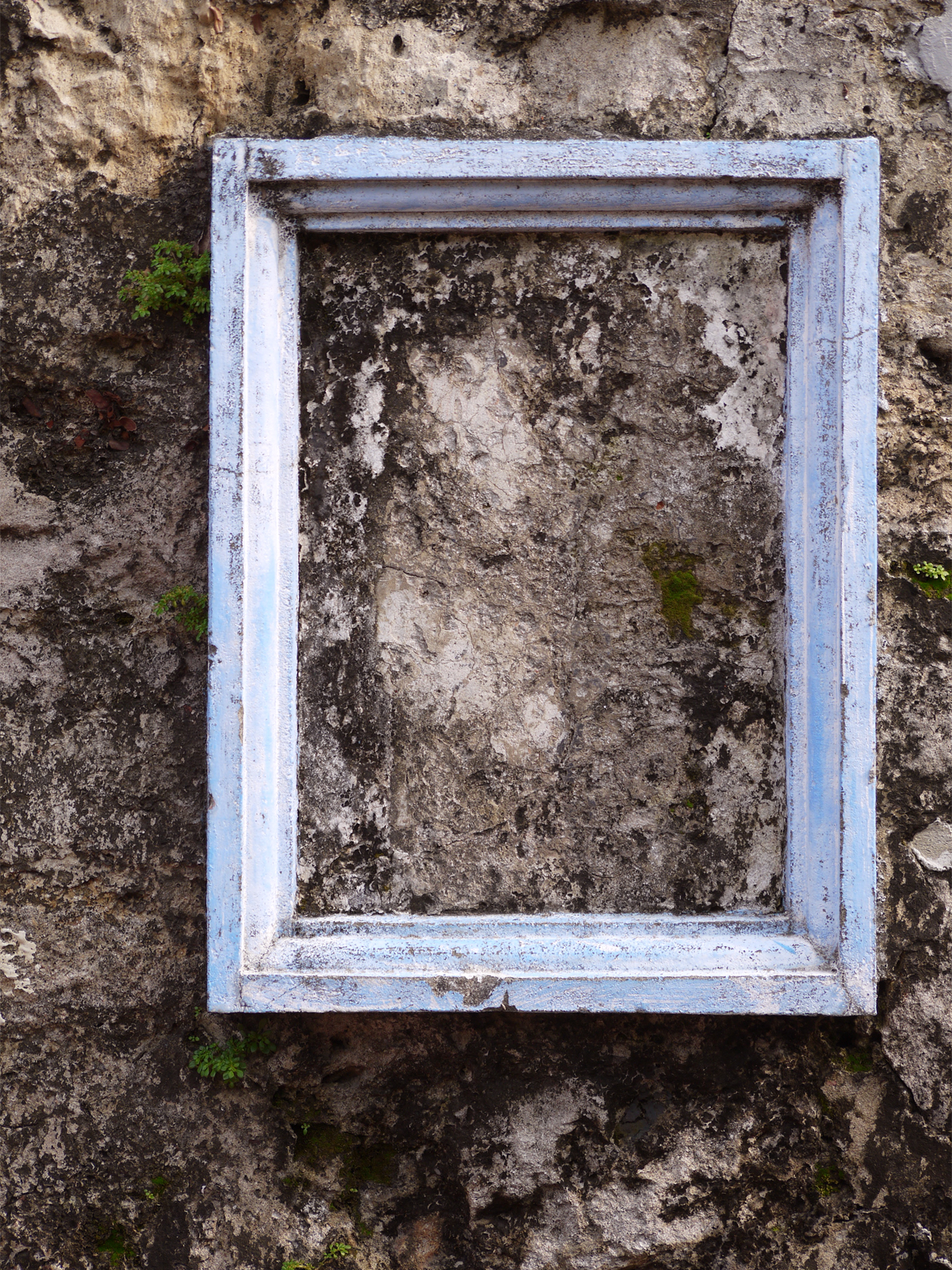
東門結構上的佈告欄，原寫有匠師之名，但至今已模糊不清。
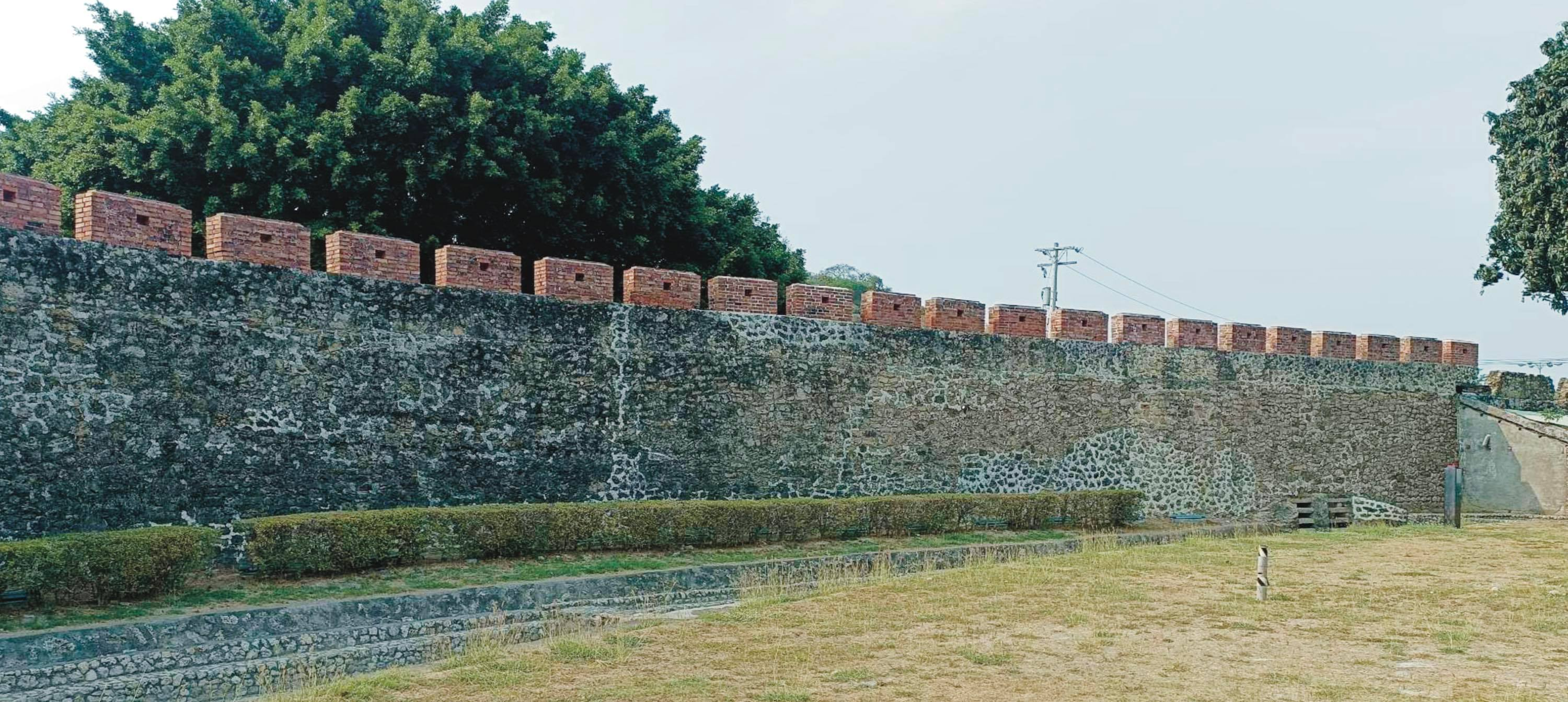
東門段城垣殘蹟
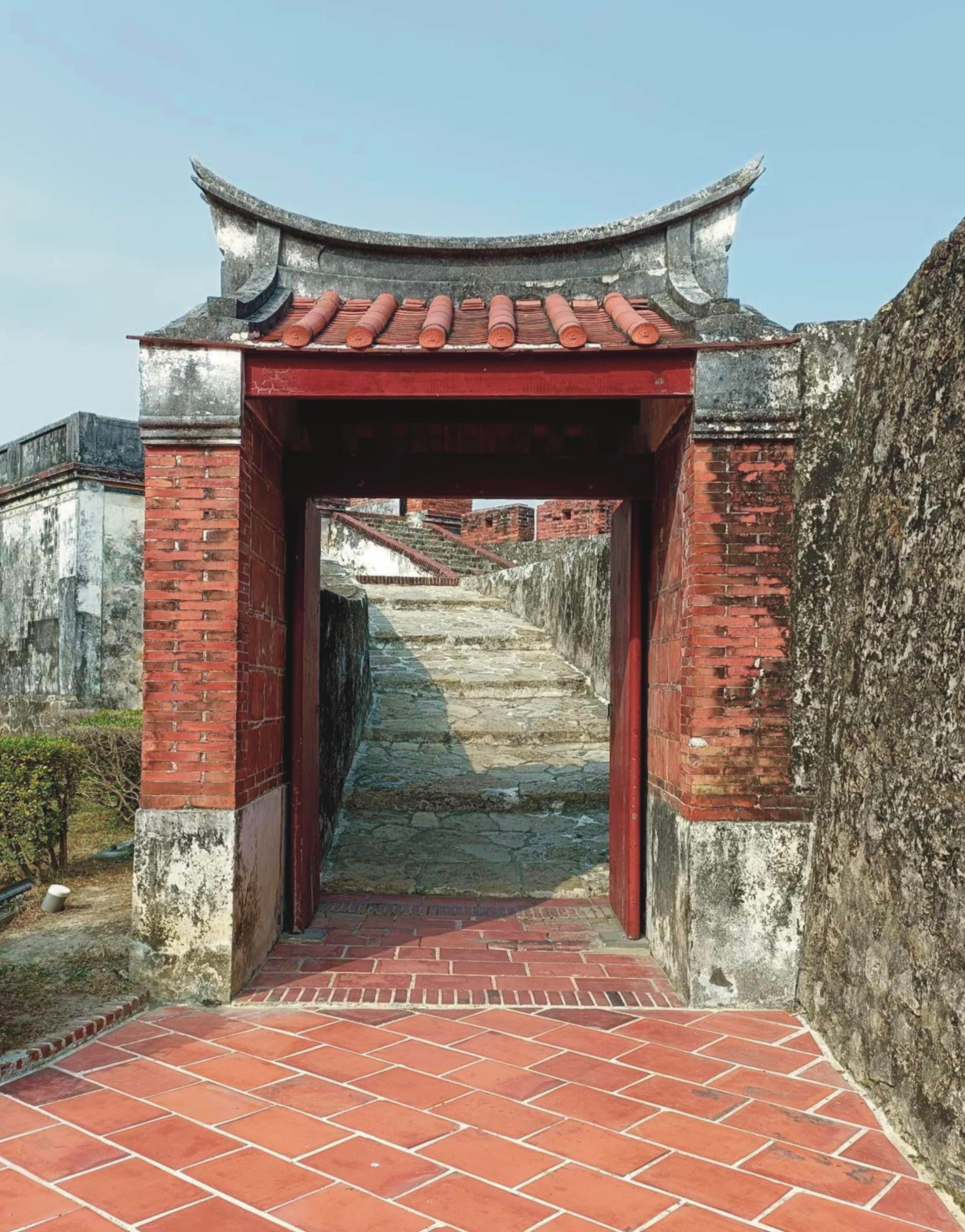
踏道的入口「踏道門」
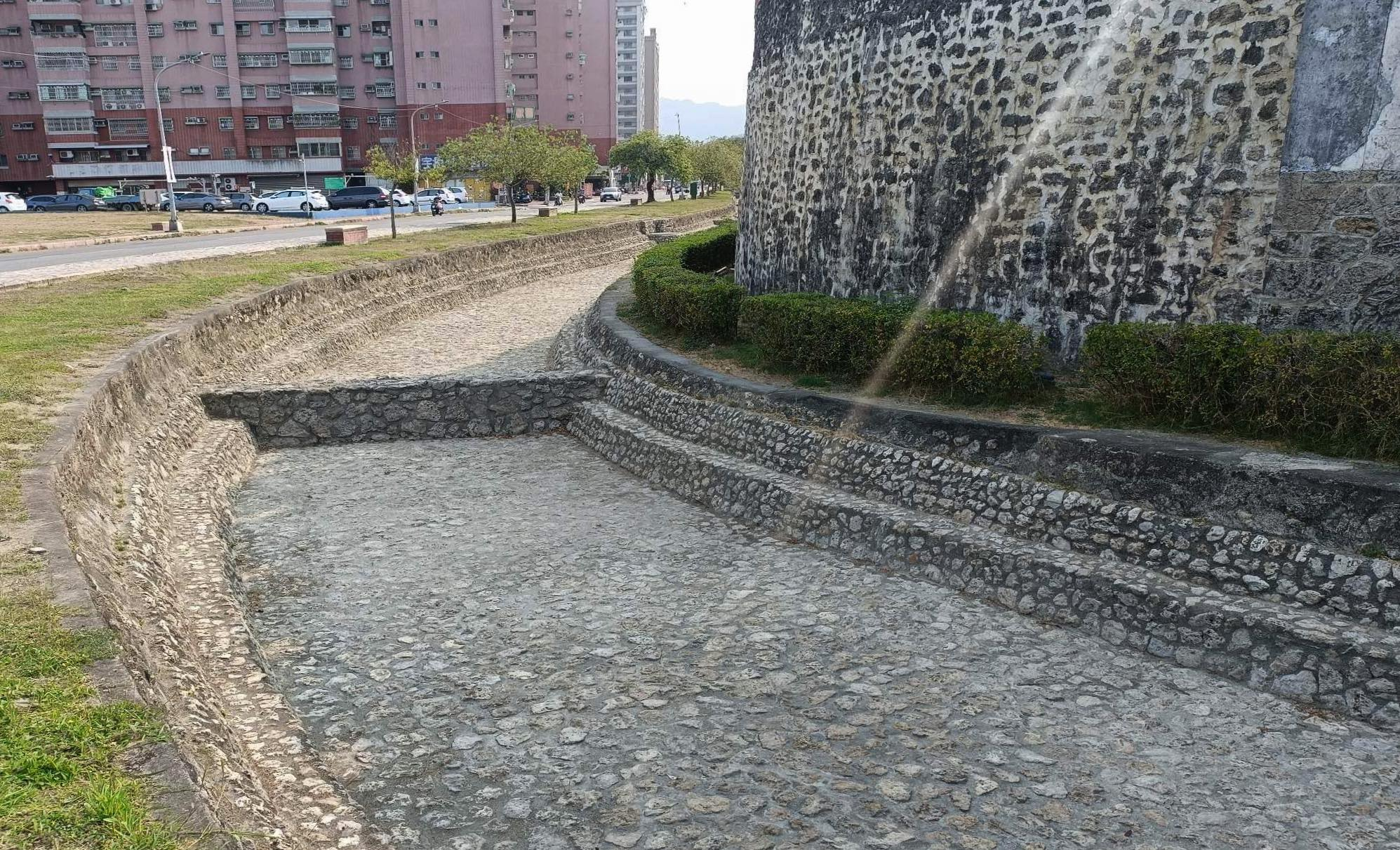
東門城牆的護城河
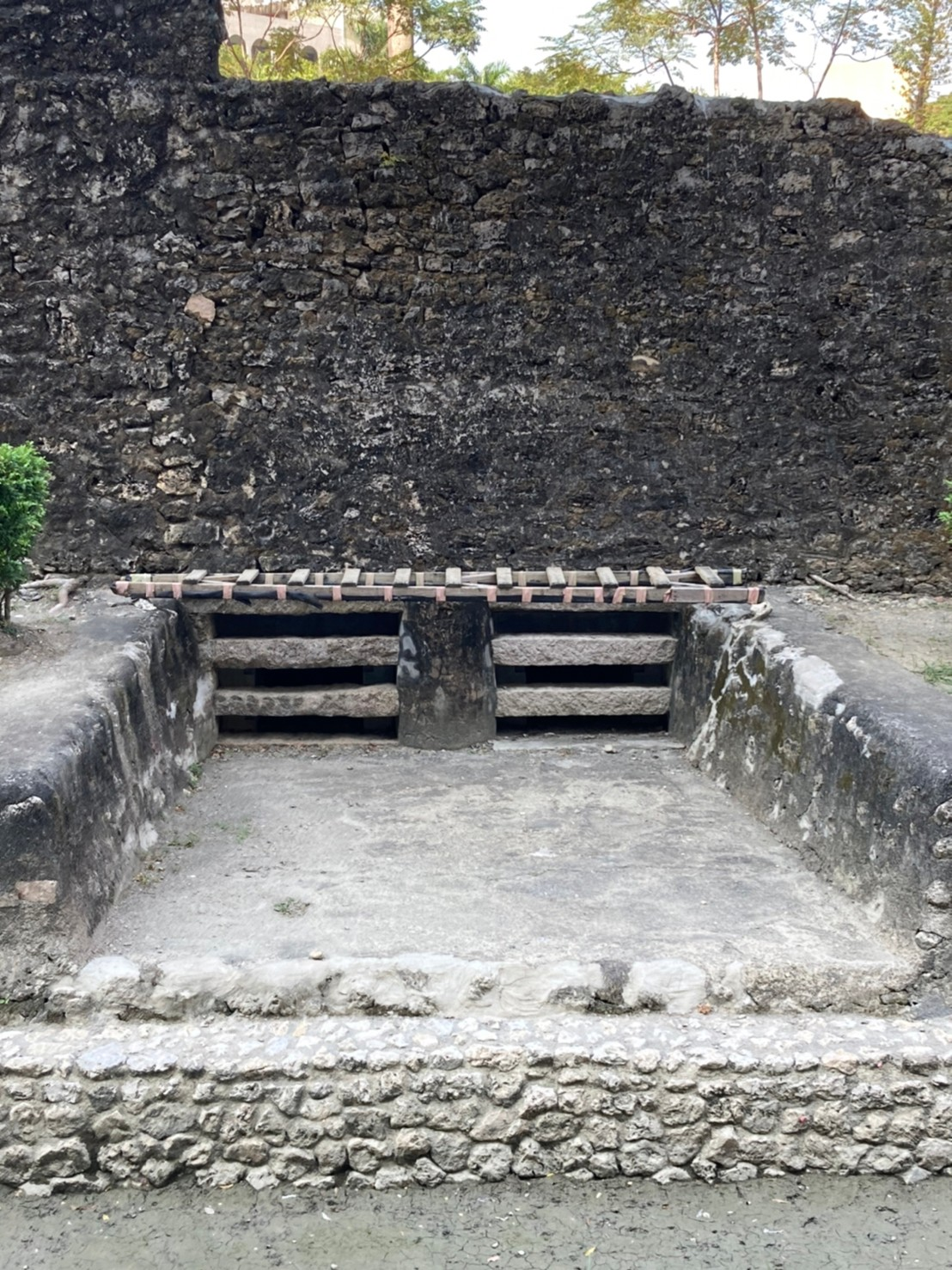
護城河南側的水關系統

當前，東門段城垣殘蹟全長414.536公尺，牆體長度可分為東北邊49.298公尺、西南邊353.363公尺。其牆體並非平直砌築，接近東門處的牆體呈現稍微彎曲的形狀，這段城牆構造是當前舊城保存最為為完整，具有多個結構之城垣，牆體具有內外側牆體、馬道、雉堞、砲臺、馬道入口門樓及踏道等結構組件，其中城牆上的磚頭路稱「馬道」，是供官員騎馬巡邏四方的重要幹道，寬度為3.617公尺，此外，為了讓雨水順利排出，馬道均設有由外往內傾斜的排水斜度，因此城牆外側較高，內側較低，城牆上設有砲台一座。
結構方面，東門段內外垣均採用了咾咕石疊砌的結構，舊城東門段城牆疊砌是由下往上逐漸縮小，內外用較大且平整的咾咕石互相咬合，中間空洞處則用碎石填滿，最後再以勾縫及粉刷等工藝將其表面塗上泥浆以整平。藉由在從取樣點所獲得的土樣比例分析結果得知，城牆土壤主要成分為黏土，主以粉土質黏土為主。同樣，而城牆踏道的表面則使用尺寸較大、平整度較高的咾咕石鋪設，並使用咾咕石灰漿做平縫式的表面粉刷，使其更加穩固耐用。城牆頂層的馬道上則採用尺磚，直接鋪設於石灰砂漿層之上，並且將磚縫使用白灰砂漿勾平，使其表面平整美觀。尺磚的尺寸為32×24×3公分，並依照形制非屬完全直線型，帶有曲度的城牆為根基以進行鋪設。
然而，部分東門段結構現況因自然、人為以及其他因素，產生結構本體之劣化造成相當程度之損壞，為確保古蹟安全及恢復東門城牆、水道之功能，落實國定古蹟管理維護，文化部則定期對該結構進行修復工程。，由於東門段城垣殘蹟在20世紀拆除時遭到截斷，因此當代並無法與其他各段城垣連接。此外，位於東門左側的城牆遺構僅剩下一小段屬完整，其餘部分已成眷文館段的城牆殘蹟。
2016年，由於東門段近永清國小處部分城牆受到颱風影響而崩塌，文化部於2017年完成緊急支撐工程，並對該受損區域進行搶修工程規劃設計。由於本區段牆體在此前（2008年）已第二次崩落，在此次的修復規劃則重新檢視牆體損壞情形，並檢討牆體崩落原因及評估前次工程設計方案及施工，後經2018年10月經文化部備查後，才開始接續進行修復。
東門段近永清國小處之牆體與馬道崩落修復工程後於2019年1月19日開工，直至2020年9月28日竣工。在這次修復城牆的工程中，主以使用現代工法來進行修復，包括在牆基下施作微型樁、擴大基礎、扶壁牆、外垣城牆內側混凝土澆置、馬道鋪置不鏽鋼筋和不鏽鋼筋網補強等。藉以穩固城牆結構和強化其行為。同時，為了改善城牆周圍的排水，工程團隊增加了東門城內馬道門樓前的陰井，並擴大整修附近地坪的高程和洩水方向。此外，圍繞城牆的土壤高度也進行了調整，使其高於護城河邊坡以便減緩雨水對土壤的沖刷，同時還鋪植假儉草，以防止積水滲透到牆基內。

### 眷文館段城垣殘蹟
眷文館接攘東門段城垣殘蹟北側，該城牆全長約為443公尺，起點位於勝利路西側路緣，終點則銜接鳳山縣舊城東門段城牆。由於與民宅共構的情況嚴重，該城牆的完整性已經受到影響。這個區域的大部分城牆只剩單面的內城牆或外城牆，只有少部分段落仍存有破損的女兒牆、雉堞及殘存的馬道。此外，由於當地居民在過去眷村時期因開窗、興建出入口等住宅建築需求，城牆的咾咕石牆面也受到了破壞。
在城內的海光三村拆除後，眷文館城垣殘蹟一帶則被規劃為公有停車場。

## 外部連結
- 左營舊城東門 - 城事散步 （页面存档备份，存于）